# The Heat (Toni Braxton)
| Recensione           | Giudizio |
| -------------------- | -------- |
| AllMusic             |          |
| Entertainment Weekly | B+       |
| Rolling Stone        |          |

The Heat è il terzo album in studio della cantante statunitense Toni Braxton, pubblicato il 25 aprile 2000 dalla LaFace Records.

## Descrizione
Questo album segna l'allontanamento di Toni Braxton dalle ballate che tradizionalmente cantava in favore di un sound più urban. La maggior parte delle canzoni (compresa la quasi strumentale "The Art of Love") sono state scritte e prodotte da Toni Braxton e suo marito Keri Lewis (ex membro della band Mint Condition), due ballate sono state scritte da Diane Warren, e figurano le collaborazioni dei rapper Dr. Dre e Lisa "Left Eye" Lopes.

## Riconoscimenti
Ai Grammy Awards 2001 The Heat ha ottenuto una candidatura come "Miglior album R&B", mentre He Wasn't Man Enough, il primo singolo estratto dall'album, ha vinto il premio come "Miglior interpretazione vocale R&B femminile" e ha ottenuto la candidatura come "Miglior canzone R&B".

## Tracce
1. He Wasn't Man Enough – 4:21 (Rodney Jerkins, Fred Jerkins III, LaShawn Daniels, Harvey Mason Jr.)
2. The Heat – 3:30 (Keri Lewis, Toni Braxton)
3. Spanish Guitar – 4:47 (Diane Warren)
4. Just Be a Man About It (feat. Dr. Dre) – 4:50 (Toni Braxton, Johntá Austin, Teddy Bishop, Bryan-Michael Cox)
5. Gimme Some (feat. Lisa "Left Eye" Lopes) – 4:03 (Jazze Pha, Toni Braxton, Kenneth Edmonds, Lisa Lopes)
6. I'm Still Breathing – 4:15 (Diane Warren)
7. Fairy Tale – 4:22 (Marc Harris, Tommy Sims, Kenneth Edmonds)
8. The Art of Love – 3:47 (Toni Braxton, Keri Lewis)
9. Speaking in Tongues – 3:46 (Toni Braxton)
10. Maybe – 3:08 (Toni Braxton, Keith Crouch, John Smith, Mechallie Jamison, Samuel Gause)
11. You've Been Wrong – 3:45 (Toni Braxton, Brian Casey, Brandon Casey, Teddy Bishop, Kevin Hicks, Thom Bell, Linda Creed)
12. Never Just for a Ring – 4:01 (Daryl Simmons, Toni Braxton, Pure Soul)

## Successo commerciale
The Heat ha esordito al 2º posto della Billboard 200 con 199 000 copie vendute e al primo di quella R&B ed è certificato doppio disco di platino.

## Classifiche

### Classifiche settimanali
| Classifiche (2000) | Posizione massima |
| ------------------ | ----------------- |
| Australia          | 14                |
| Austria            | 7                 |
| Belgio (Fiandre)   | 9                 |
| Belgio (Vallonia)  | 9                 |
| Canada             | 1                 |
| Finlandia          | 27                |
| Francia            | 9                 |
| Germania           | 3                 |
| Giappone           | 25                |
| Irlanda            | 15                |
| Italia             | 18                |
| Norvegia           | 4                 |
| Nuova Zelanda      | 30                |
| Paesi Bassi        | 3                 |
| Regno Unito        | 3                 |
| Stati Uniti        | 2                 |
| Svezia             | 6                 |
| Svizzera           | 2                 |
| Ungheria           | 26                |

### Classifiche di fine anno
| Classifica (2000) | Posizione |
| ----------------- | --------- |
| Belgio (Fiandre)  | 77        |
| Belgio (Vallonia) | 45        |
| Germania          | 36        |
| Paesi Bassi       | 45        |
| Stati Uniti       | 41        |
| Svizzera          | 32        |